# Кім Ин Чхоль
У цьому корейському імені прізвище (Кім) стоїть перед особовим ім'ям.
Кім Ин Чхоль (кор. 김은철; нар. 23 вересня 1979) — північнокорейський боксер, бронзовий призер Олімпійських ігор 2000.

## Аматорська кар'єра

### Виступ на Олімпіаді 2000
(кат. до 48 кг)
- У першому раунді змагань переміг Себусісо Кекетсі (Лесото) — RSC
- У другому раунді переміг Пала Лакатош (Угорщина) — 20-8
- У чвертьфіналі переміг Іванаса Стаповичюса (Литва) — 22-10
- У півфіналі програв Рафаелю Лосано (Іспанія) — 10-15

На Азійських іграх 2002 програв у другому бою Субану Паннон (Таїланд).